# Hydroides augeneri
Hydroides augeneri är en ringmaskart som beskrevs av Zibrowius 1973. Hydroides augeneri ingår i släktet Hydroides och familjen Serpulidae. Inga underarter finns listade i Catalogue of Life.